# Qeren Naftali
Qeren Naftali (hebreiska: קרן נפתלי) är en bergstopp i Israel.   Den ligger i distriktet Norra distriktet, i den norra delen av landet. Toppen på Qeren Naftali är 500 meter över havet, eller 60 meter över den omgivande terrängen. Bredden vid basen är 0,66 km.
Terrängen runt Qeren Naftali är kuperad västerut, men österut är den platt.Runt Qeren Naftali är det tätbefolkat, med 427 invånare per kvadratkilometer. Närmaste större samhälle är Qiryat Shemona, 13,0 km norr om Qeren Naftali. Trakten runt Qeren Naftali består till största delen av jordbruksmark.